# Межгорное водохранилище
Межгорное водохранилище — самый крупный из наливных искусственных водоемов Крыма. Межгорное водохранилище находится недалеко от Симферополя, в Таксабинской балке, возле села Скворцово. Основные источники заполнения водохранилища — это Жавороновская балка и СКК. Строительство Межгорного водохранилища продолжалось почти десять лет с 1981 по 1991 год. Гидроузел на водохранилище был введен в эксплуатацию в 1989 году.

## Описание
Максимальная ширина Межгорного водохранилища составляет 1,2 километра, длина — около 4 км, максимальная глубина составляет 33 метра, средняя глубина водоёма — 12,5 метра, длина береговой линии — около 13 км. Площадь водного зеркала Межгорного водохранилища составляет около 400 гектар, объём — 50 млн м³. Водохранилище зарыблено. На водохранилище была возведена земляная плотина, имеющая длину около 1,8 км и высоту около 38 метров. Водозаборное сооружение Межгорного водохранилища состоит из приплотинной башни высотой 49 метров и галереи.
Вода в Межгорное водохранилище, в основном, поступала из СКК по каскаду из 5 насосных станций Соединительного канала (№ 354—358 средней производительностью 70 м³/с) и далее — самотёком по Сакскому каналу. Затем насосами подавалась по дюкеру, пересекающему реку Тобе-Чокрак и Евпаторийское шоссе возле села Скворцово. Протяжённость дюкера 1,8 км, диаметр 3200 мм, максимальная пропускная способностью 12,5 м³/с. Дюкер также выполнял роль автоматического водосброса, в этом случае вода самотёком могла поступать в Сакский канал.
В засушливом 2018 году Межгорное по объёму естественного притока оказалось вторым из наливных водохранилищ, в него поступило 1,387 млн м³.

### Наполнение паводковыми водами
Это один из самых эффективных методов, который в первую очередь должен быть реализован. Он значительно снизит вододефицит для Симферополя, Севастополя и ряда населённых пунктов, которые могут питаться из Межгорного водоузла. Таким образом, мы сможем уйти от графиков подачи воды в Симферополе. Благодаря переброске реки, в многоводные годы все дождевые и ливневые стоки, снеготаяния, которые не могут быть перехвачены Симферопольским водохранилищем, будут перенаправлены в Межгорное, которое имеет объем 50 млн м³.
Объем крымских водохранилищ естественного стока с одной стороны не позволяют перехватить весь паводок проходящий через них, с другой стороны не позволяет обеспечить водоснабжение во время многолетних засушливых периодов. Рассматриваются различные варианты по наполнению Межгорного водохранилища для использования в качестве резервного. Возможности для этого существуют, так по состоянию на июнь 2015 года, в Межгорном водохранилище воды практически не было, но в том же месяце из Симферопольского водохранилища было сброшено паводковых вод в объёме 9,9 млн м³, а всего по водохранилищам Крыма — 30 млн м³, и это без учёта паводкого стока не зарегулированных рек и балок.
При водозаборе из Салгира планируется производить предварительную очистку перед подачей в Межгорное водохранилище. При использовании только реки Салгир ниже Симферопольского водохранилища Межгорное водохранилище может быть заполнено за 5-6 лет. Степень загрязнения Салгира ниже чем днепровской воды подававшейся по Северо-Крымскому каналу. При полном отсутствии осадков Межгорное водохранилище сможет обеспечивать водой Симферополь и Симферопольский район на протяжении 200 суток.
Наполнение Межгорного водохранилища паводковыми водами и последующее их использование на нужды Симферополя позволит поддержать сток Салгира в засушливые периоды, что важно для сельхозпроизводителей.
Минимальное расстояние от Салгира до дюкера Сакского канала составляет 15 км (в районе сел Укромное и Маленькое).

## Водоснабжение
Вода проходит через многие промышленные предприятия Украины, собирая значительное количество вредных веществ. Поэтому для Межгорного водохранилища стоит проблема антропогенного загрязнения и высокой степени очистки воды.

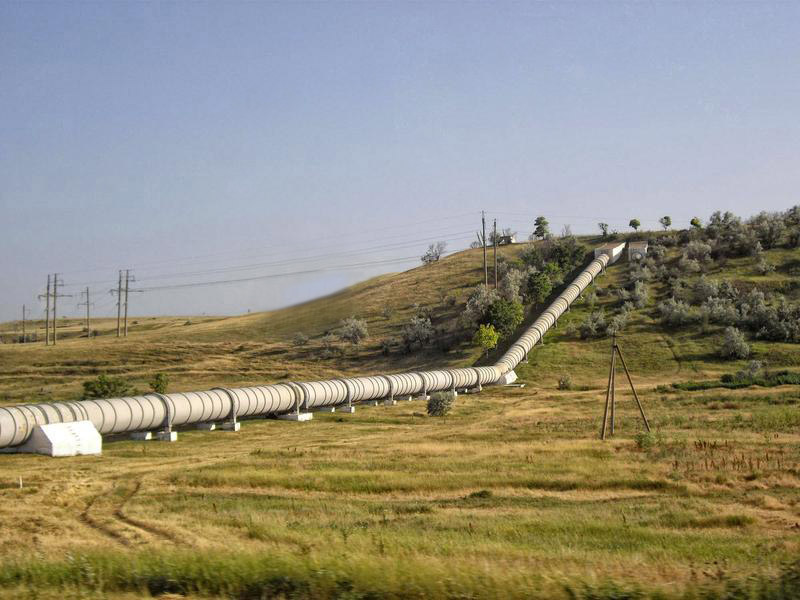
Дюкер к Межгорному водохранилищу возле Симферополя.

Водохранилище обеспечивает водоснабжение таких поселков, как Грэсовский и Комсомольское, многих районов города Симферополя и ряд населённых пунктов, находящихся около трассы Симферополь-Евпатория.
В 2014 году в Межгорное водохранилище планировалось закачать 80 млн м³. Но Северо-Крымский канал был перекрыт.
По данным КРП «Вода Крыма», на 1 апреля 2014 года объём воды составлял 25,57 млн м³. К 8 сентября объём сократился до 15-16 млн м³.
Из-за истощения запасов Чернореченского водохранилища в результате жаркого 2012 года Севастополь был вынужден использовать для водоснабжения Межгорное водохранилище. В сентябре 2014 года на нужды Севастополя ежедневно расходовалось 9-10 тыс. м³.
В конце октября 2014 года из Межгорного в Чернореченское водохранилище ежедневно перебрасывалось 52 тыс. м³.
По состоянию на июнь 2015 года, в Межгорном водохранилище воды практически не было. Но в том же месяце из Симферопольского водохранилища было сброшено паводковых вод в объёме 9,9 млн м³, а всего по водохранилищам Крыма — 30 млн м³.
На протяжении 2019 года наполнение составляло 1,32 млн м³..
Во время засухи 2020 года в конце сентября, подавалось на водоснабжение около 50 тыс. м³ в сутки, что превышало среднесуточный забор из Симферопольского водохранилища.
Для предотвращения дефицита воды в годы малой водности Единой схемой водоснабжения и водоотведения Республики Крым предусмотрено выполнение работ по технико-экономическому обоснованию использования Межгорного водохранилища. Наполнение планируется производить за счёт рек Альма и Кача.
Одной из проблем, препятствующей наполнению Межгорного водохранилища являются высокие потери воды на фильтрацию и испарение. По некоторым оценкам теряться может до трети или половины закачанной воды. По этой причине реконструкция должна предусматривать дорогостоящие работы по гидроизоляции.